# Eugène Osty
Eugène Osty (Parigi, 16 maggio 1874 – Parigi, 20 agosto 1938) è stato un medico e parapsicologo francese.

## Biografia
Dal 1924 al 1938 diresse l'Institut métapsychique international di Parigi.  Nel 1930 accusò di frode la medium polacca Stanislawa P. (n. 1893) nota per aver prodotto ectoplasmi e psicocinesi di oggetti, in quanto furono scattate delle fotografie che mostravano che con la mano libera era riuscita a spostare gli oggetti posti sul tavolo della seduta spiritica.
Successivamente, esaminò il medium polacco Jan Guzyk (1875-1928), concludendo nel suo caso che si trattava di fenomeni autentici, in contrasto col parere dato da altri ricercatori.
Conclusioni positive furono tratte anche riguardo al medium Pascal Forthuny. Tuttavia, l'approccio di Osty alla psicometria fu criticato come non scientifico. Inizialmente in buoni rapporti di amicizia con Harry Price, vicedirettore del Laboratorio di Ricerca Psichica dell'Università di Londra, ebbe con questi un'aspra disputa in merito ad una seduta del medium Rudi Schneider, che indusse Price a rassegnare le dimissioni e a pubblicare le accuse rivoltegli da Osty.

Osty condusse una serie di esperimenti con Schneider nel 1930 all'Institut Métapsychique e considerò i suoi fenomeni psicocinetici autentici.Fu contestato da altri colleghi come il DH Rawcliffe, il quale affermò «sono emerse varie incongruenze che mettono in dubbio tutti gli esperimenti di Osty. Price ha condotto un'indagine prolungata su Rudi Schneider e ha definitivamente dimostrato che il medium è ricorso all'inganno quando si credeva inosservato...Nonostante alcune capacità intellettuali, troppo volte in passato Osty ha dato prova di un approccio dilettantistico e acritico alla sua materia».
Nel 1954, Rudolf Lambert pubblicò un articolo nel Journal of Society for Psychical Research, nel quale affermava che Osty gli aveva mostrato alcune fotografie sospette del medium Eva Carrière raffiguranti materializzazioni fraudolente di oggetti, che in realtà erano attaccati ai suoi capelli tramite dei fili. Osty e altri membri dell'Institut Métapsychique erano a conoscenza delle fotografie, ma avevano scelto di non pubblicarle. Secondo Lambert «Osty mi ha anche detto che voleva pubblicare la sua scoperta. Tuttavia, Richet e Schrenk-Notzing hanno protestato energicamente contro di essa, e M. Jean Meyer, uno spiritista militante che ha finanziato l'Institut Metapsychique, ha anche forzatamente chiesto l'occultamento dello scandalo, motivi per i quali Osty dovette rinunciare alla pubblicazione di quest'inganno».